# 소리 아이
"소리 아이"(Lineage Of The Voice)는 한국에서 제작된 백연아 감독의 2008년 다큐멘터리 영화이다. 박수범 등이 주연으로 출연하였다.

## 출연

### 주연
- 박수범
- 박성열

## 기타
- 음향: 강종석